# Francisco Jémez
Francisco Jémez Martín (Las Palmas de Gran Canaria, 18 april 1970) - alias Paco Jémez of Paco- is een Spaans voetbalcoach en voormalig profvoetballer. Hij speelde jarenlang als verdediger bij Deportivo de La Coruña en Real Zaragoza.

## Carrière als profvoetballer

### Clubvoetbal
Paco speelde in de jeugd bij Córdoba CF en begon er in 1989 ook zijn profvoetballoopbaan, hij speelde er tot 1991. Via Real Murcia (1991-1992) en Rayo Vallecano (1992-1993) kwam de verdediger in 1993 bij Deportivo de La Coruña. In zijn eerste seizoen behaalde Paco met deze club de tweede plaats in de Primera División. In 1998 werd hij gecontracteerd door Real Zaragoza, waar de verdediger tot 2004 zou spelen. In 2001 won Jémez met Real Zaragoza de Copa del Rey door in de finale te winnen van Celta de Vigo. Een seizoen jaar, in 2002, degradeerde hij met de club naar de Segunda División A. Jémez bleef bij Real Zaragoza en een jaar later promoveerde de club weer naar de Primera División. In het seizoen 2003/04 speelde Jémez nauwelijks en hij besloot daarom zijn loopbaan als profvoetballer te beëindigen.

## Clubstatistieken
| Seizoen | Club                   | Competitie         | Duels | Goals |
| ------- | ---------------------- | ------------------ | ----- | ----- |
| 1989/90 | Córdoba CF             | Segunda División B | ??    | ?     |
| 1990/91 | Córdoba CF             | Segunda División B | ??    | ?     |
| 1991/92 | Real Murcia            | Segunda División B | 35    | 1     |
| 1992/93 | Rayo Vallecano         | Segunda División B | 38    | 0     |
| 1993/94 | Deportivo de La Coruña | Primera División   | 4     | 0     |
| 1994/95 | Deportivo de La Coruña | Primera División   | 6     | 0     |
| 1995/96 | Deportivo de La Coruña | Primera División   | 36    | 1     |
| 1996/97 | Deportivo de La Coruña | Primera División   | 19    | 0     |
| 1997/98 | Deportivo de La Coruña | Primera División   | 29    | 0     |
| 1998/99 | Real Zaragoza          | Primera División   | 37    | 0     |
| 1999/00 | Real Zaragoza          | Primera División   | 34    | 0     |
| 2000/01 | Real Zaragoza          | Primera División   | 34    | 0     |
| 2001/02 | Real Zaragoza          | Primera División   | 31    | 0     |
| 2002/03 | Real Zaragoza          | Segunda División A | -     | -     |
| 2003/04 | Real Zaragoza          | Primera División   | 1     | 0     |

### Interlandcarrière
Paco speelde 21 interlands voor het Spaans nationaal elftal. Hij debuteerde op 23 september 1998 tegen Rusland. De verdediger behoorde in 2000 tot de Spaanse selectie voor het Europees kampioenschap in Nederland en België. Paco speelde in drie van de vier wedstrijden van Spanje op het toernooi als basisspeler: tegen Noorwegen en Joegoslavië in de groep en in de verloren kwartfinale tegen latere kampioen Frankrijk. Hij kwam alleen in de tweede groepswedstrijd tegen Slovenië niet in actie. Paco speelde op 25 april 2001 tegen Japan zijn laatste interland.

## Carrière als coach
Op 28 juni 2007, na één seizoen RSD Alcalá gecoacht te hebben, werd hij door Córdoba CF, dat uitkwam in de Segunda División A, ingehuurd als vervanger van Jose Tomás Escalante. Hij beëindigde dit eerste seizoen bij de Andalusische club niet, aangezien hij op 30 maart 2008, met nog elf wedstrijden te gaan, ontslagen werd.
Op 3 februari 2009 huurde FC Cartagena hem ter vervanging van Fabriciano González in. De ploeg was toen halverwege het seizoen. Met deze ploeg werd hij kampioen in de Segunda División B en dwong hij na winst in de play offs de promotie af naar de Segunda División A. De club besloot zijn contract niet te verlengen voor het seizoen 2009-2010.
Op 12 april 2010 werd hij coach van UD Las Palmas na het ontslag van de Kroaat Sergio Kresic. Hij kon ervoor zorgen dat deze ploeg het behoud bewerkstelligde in de Segunda División A. Jémez bleef coach van de gele ploeg in het seizoen 2010-11, maar na een goede start van het seizoen kwam na twaalf opeenvolgende nederlagen op 28 februari 2011 een einde aan de samenwerking.
Tijdens het seizoen 2011-2012 kwam hij weer in actie in de Segunda División A, ditmaal bij Córdoba CF.  Het was zijn tweede optreden bij de Andalusische club, waarmee hij zesde werd en zich plaatste voor de eindronde, die een bijkomende stijger moest aanduidden.  In de eerste ronde werd de ploeg uitgeschakeld door de latere winnaar van de eindronde Real Valladolid, na een scoreloos gelijkspel in Cordoba en een 3-0-verlies in Valladolid.
Voor het seizoen 2012/13 tekende hij bij Rayo Vallecano, op dat moment actief in de Primera División. Na het behalen van de achtste plaats, wat het beste resultaat ooit was voor de ploeg, verlengde hij op 30 mei 2013 zijn contract met twee seizoenen. In het seizoen 2013/14 eindigde Rayo als twaalfde en in het seizoen 2014/15 als elfde.  Door deze resultaten werd zijn contract nogmaals verlengd voor seizoen 2015/16.  In dit laatste seizoen degradeerde hij met de club uit de Primera División.
Jémez tekende in juni 2016 bij  Granada CF, een ploeg die zich het voorgaande jaar wel behield op het hoogste niveau. Hij tekende een contract voor drie seizoenen. De club ontsloeg hem drie maanden later. Granada stond op dat moment negentiende met twee punten uit zes wedstrijden.
Jémez tekende op 28 november 2016 een contract bij Cruz Azul, actief in de Primera División. Hier ging hij in december 2017 weg.
Hij tekende in december 2017 vervolgens bij UD Las Palmas.  Hij was daar reeds de derde coach van de ploeg die in de degradatiezone van de Primera División bevond. Hij kon de ploeg ook niet redden, want het seizoen werd op een voorlaatste plaats afgesloten
Tijdens de maand maart 2019 was Rayo Vallecano na zes achtereenvolgende nederlagen onder coach Miguel Ángel Sánchez Muñoz, in de degradatiezone van de Primera División terecht gekomen.  Hij tekende er een contract tot juni 2020.  De ploeg eindigde uiteindelijk op de laatste plaats van het seizoen 2018-2019.  Het daaropvolgende seizoen volgde hij de ploeg uit Madrid naar de Segunda División A.  De ploeg zou net uit de eindronde vallen en om deze reden werd beslist om het contract niet te verlengen.
Op 24 december 2021 werden de geruchten steeds luider dat hij bij UD Ibiza, een nieuwkomer in de Segunda División A, de ontslagen Juan Carlos Carcedo zou opvolgen.  Op 26 december 2021 volgde de officiële bevestiging.  Hij redde de ploeg, maar verlengde zijn contract op het einde van het seizoen niet.
Tijdens de maand december 2022 ging hij weer naar het buitenland.  Dit maal tekende hij bij Tractor SC, een ploeg uit de Iranese Persian Gulf Pro League.  Hij verbleef er tot april 2024 en verliet de ploeg ondanks een nog tweejarig contract wegens de politieke vijandigheid met Israël.